# Sankanje na Zimskih olimpijskih igrah 2010 - moški enosed
Sankanje na Zimskih olimpijskih igrah 2010 - moški enosed, tekmovanje je potekalo 13. in 14. februarja 2010 v sankaškem centru Whistler Sliding Centre v Whistlerju, Britanska Kolumbija, Kanada. Zlato medaljo je osvojil aktualni dvakratni svetovni prvak, Nemec Felix Loch. Loch je zasluženo slavil, saj je v prav vsaki vožnji dosegel najhitrejši čas med vsemi tekmovalci. Srebro je pobral Lochov rojak David Möller, ki je v Whistlerju slavil že februarja 2009, ko so v Whistlerju priredili generalko pred igrami, ki je štela tudi za Svetovni pokal. Italijan Armin Zöggeler, ki je zlato kolajno osvojil tako leta 2002 v Salt Lake Cityju kot 2006 v Torinu, je zasedel tretje mesto. Zadnje dejanje Svetovnega pokala 2009/10 pred igrami se je odvilo 30. januarja 2010 v italijanski Cesani. Tedaj je na domačem terenu slavil Zöggeler, ki je nato slavil tudi v skupnem seštevku Svetovnega pokala.
Tekmovanje je zasenčila smrt gruzinskega tekmovalca Nodarja Kumaritašvilija, ki se je smrtno ponesrečil med treningom 12. februarja 2010. Po njegovi smrti so v javnosti odmevale kritike, da je proga v Whistlerju prehitra. Organizatorji so v luči dogodkov in z namenom znižanja hitrosti tekmovalcev start moškega enoseda znižali na točko, kjer naj bi prvotno imeli start ženskega enoseda in moškega dvoseda. Ta poteza je naletela na mešane odzive. Nekateri tekmovalci so jo sprejeli z odobravanjem, da se počutijo bolj varne. Spet drugi so izrazili negativno mnenje, saj so prireditelji z znižanje starta dali prednost močnejšim starterjem.

## Podatki o tekmovanju

### Proga
Tekmovanje v moškem enosedu na Zimskih olimpijskih igrah 2010 je potekalo v sankaškem centru Whistler Sliding Centre v Whistlerju, Britanska Kolumbija, Kanada. Progo so gradili med letoma 2005 in 2008, postala je 15. proga na svetu z dovoljenjem za organizacijo tekmovanj na najvišji ravni. Kot tako sta jo marca 2008 certificirali Mednarodna sankaška zveza (FIL) in Mednarodna zveza za bob in skeleton (FIBT), potem ko se je v procesu homologacije po progi spustilo več kot sto tekmovalcev. Za tekmovalce je bila to tudi prva priložnost, da so se spoznali s progo in da so pričeli preučevati strategije, kako se spopasti z njo. Kanadski tekmovalci so upali, ker so progo odprli dve leti pred igrami, da bodo ves ta čas na njej trenirali in imeli zato boljše možnosti za uspeh na igrah. Proga je hitro pridobila sloves najhitrejše na svetu, tekmovalci so na njej dosegali tudi hitrosti čez 150 km/h.

### Pravila
Pravila olimpijskih sankaških tekmovanj postavljata Mednarodna sankaška zveza (FIL) in Mednarodni olimpijski komite (MOK). Obe instituciji odgovornost nadzora upoštevanja ali neupoštevanja pravil preložita na skupino 5 oseb. To skupino sestavljajo: tehnični delegat, trije člani žirije (vsi iz različnih držav) in mednarodni sodnik. Njihove odločitve ščiti predsednik tekme, ki nosi celotno odgovornost za vodenje tekmovanja. Predsedniku pomagata startni sodnik, ki koordinira startno območje, in sodnik v cilju, ki koordinira območje izteka proge. Predsedniku pomaga še vodja proge, ki skrbi za stanje proge in njeno vzdrževanje. Po pravilih imajo tekmovalci pravico do vsaj petih uradnih treningov na progi, v dneh pred tekmovanjem. Tekmovanje sestoji iz štirih voženj. Tekmovalci svojo vožnjo pričnejo s sankami v startnem bloku. V startnem območju se smejo z rokami porivati naprej, po koncu startnega območja ležijo na sankah na hrbtu in smejo sani le usmerjati ali zavirati. Na koncu tekmovalci razvrstijo po času, ki so ga potrebovali za celotno progo, od starta do cilja.

## Rekordi proge
Čeprav Mednarodni olimpijski komite sankaških dosežkov ne priznava kot ustrezne za priznavo olimpijskih rekordov, pa na Mednarodni sankaški zvezi (FIL) vseeno hranijo najboljše čase starta in celotne proge za vsako progo, na kateri prirejajo svoja tekmovanja.
Oba časa sta nemška tekmovalca dosegla na preizkusni tekmi pred igrami 21. februarja 2009.
| Tip           | Datum            | Tekmovalec           | Čas    |
| ------------- | ---------------- | -------------------- | ------ |
| Start         | 21. februar 2009 | Andi Langenhan (GER) | 3.541  |
| Celotna proga | 21. februar 2009 | Felix Loch (GER)     | 46.808 |

## Smrtna žrtev
Sankaški center v Whistlerju velja za najhitrejšo progo na svetu in ima tudi status najnevarnejše proge na planetu. Pred igrami je več reprezentanc izrazilo skrbi glede varnosti tekmovalcev. Govornik za FIL je tako 12. februarja zagotovil, da so dotlej vsi tekmovalci na progi opravili že več kot 2500 voženj in da je odstotek nesreč znašal manj kot 3%. Teden pred nesrečo so tekmovalci vseeno opozarjali na velikanske hitrosti in tehnično zahtevnost več kot 1400 m dolge proge. Med trening vožnjami pred igrami se je na stezi pripetilo nekaj manjših nesreč.
Med trening vožnjo 12. februarja 2010 se je gruzinski sankač Nodar Kumaritašvili smrtno ponesrečil. Kumaritašvili je pri hitrostih več kot 144,3 km/h izgubil nadzor nad sankami in zletel v stranski del 16. ovinka, od koder ga je katapultiralo v nezaščiten jekleni podporni steber. FIL je po nesreči nemudoma sklical posvetovalni sestanek in vse nadaljnje trening vožnje, predvidene za tisti dan, so odpovedali.
Še isti dan so odprli preiskavo o nesreči, v kateri so prišli do zaključka, da nesreče niso zakrivile napake v progi. Kot varnostni ukrep so ob koncu 16. ovinka vseeno dvignili zid (in s tem pokrili nezaščitene jeklene stebre) ter spremenili ledeni progil. Prav tako so javnosti FIL, Mednarodni olimpijski komite (MOK) in organizacijski komite iger Vancouver Organizing Committee (VANOC) izdali skupno izjavo. V primer so se kasneje spustili tudi v pisarni mrliškega oglednika Britanske Kolumbije. Tam so kot uradni vzrok nesreče izpostavili pozen sankačev izhod iz 15. ovinka, česar v 16. ovinku ni popravil.
Zaradi nesreče so organizatorji spremenili ledeni profil in skupno postavili 30 m dodatnega zidu ob izhodu iz 16. ovinka. Prav tako so start moškega enoseda prestavili na točko, ki je bila predvidena za start ženskega enoseda in moškega dvoseda. Kumaritašvili je postal prvi olimpijski tekmovalec, ki se je smrtno ponesrečil na Zimskih olimpijskih igrah po letu 1992. V zgodovino se je zapisal tudi kot prvi smrtno ponesrečeni sankač po britanskem tekmovalcu Kazimierzu Kay-Skrzypeskim, ki je umrl na treningu pred Zimskimi olimpijskimi igrami 1964 v avstrijskem Innsbrucku. Prav tako je postal prvi smrtno ponesrečeni sankač po 10. decembru 1975.
Generalni sekretar FIL-a Svein Romstad je 14. februarja 2010 v intervjuju priznal, da zaradi Kumaritašvilijeve smrti na zvezi razmišljajo o odpovedi nadaljnjih sankaških tekmovanj na igrah. Med drugim je izjavil, da je »... [Kumaritašvili] napravil napako,« a je obenem zatrdil, da je »... vsakršna smrtna žrtev nedopustna.«  Povedal je tudi, da so bolj kot zaradi funkcionalnosti startne točke znižali »... predvsem iz psiholoških razlogov.«  FIL se je zaradi Kumaritašvilijeve smrti tudi zavzel, da bo skupaj z organizatorji Zimskih olimpijskih iger 2014 v ruskem Sočiju poskušal tamkajšnjo progo napraviti počasnejšo.
Kljub vsem spremembam na progi in veselju zmagovalnih tekmovalcev je celotno sankaško tekmovanje zasenčila Kumaritašvilijeva smrt. Nekateri tekmovalci so dejali, da jih je med vožnjami strah, in so prikimavajoče sprejeli spremembe na progi. Spet drugi so kritizirali spremembe, ki naj bi dale prednost močnejšim starterjem, med katere sodijo nemški tekmovalci, v primerjavi s šibkejšimi starterji, ki bi imeli več od daljše proge.
Mnogi mediji so spremembe pozdravili predvsem po zaključku treninga moškega dvoseda. Avstrijca Tobiasa in Markusa Schiegla je namreč s sani vrglo ravno v 16. ovinku, ki se je izkazal za usodnega. Avstrijca se v nesreči nista poškodovala. Med desetimi pravimi tekmovalnimi vožnjami (štirimi v moškem enosedu, štirimi v ženskem enosedu in dveh v dvosedu) je sicer nesrečo doživela le romunska tekmovalka Mihaela Chiras, med drugo vožnjo ženskega enoseda.
FIL je svoje poročilo o Kumaritašvilijevi smrti objavila po sestanku športnih in tehničnih komisij v St. Leonhardu, Avstrija, ki je potekal med 9. in 11. aprilom 2010. Poročilo sta pripravila Romstad in Američanka Claire DelNegro, podpredsednica dela zveze, odgovornega za umetne proge.

## Kvalifikacije
Pravico za nastop na igrah si je do 4. februarja 2010 priborilo 40 tekmovalcev.
| - Tony Benshoof - Jeff Christie - Ian Cockerline - Valentin Cretu - Albert Demčenko - Samuel Edney - Stepan Fjodorov - Thomas Girod - Rubén González - Levan Gurešidze | - Stefan Höhener - Jakub Hyman - Ondřej Hyman - Peter Iljev - Šiva Kešavan - Wolfgang Kindl - Inars Kivlenieks - Viktor Knejb - Nodar Kumaritašvili - Maciej Kurowski | - Andi Langenhan - Lee Jong - Felix Loch - Ma Chih-hung - Bogdan Macovej - David Mair - Chris Mazdzer - David Möller - Jozef Ninis - Takahisa Oguči | - Ivan Papukčjev - Daniel Pfister - Manuel Pfister - Domen Pociecha - Reinhold Rainer - Guntis Rekis - Adam Rosen - Mārtiņš Rubenis - Bengt Walden - Armin Zöggeler |

## Rezultati
| Poz | Št | Sankač           | Država              | 1. tek       | 2. tek       | 3. tek       | 4. tek       | Skupaj   | Zaostanek |
| --- | -- | ---------------- | ------------------- | ------------ | ------------ | ------------ | ------------ | -------- | --------- |
| 1   | 3  | Felix Loch       | Nemčija             | 7,016 48,168 | 7,060 48,402 | 6,983 48,344 | 7,000 48,171 | 3:13,085 | -         |
| 2   | 6  | David Möller     | Nemčija             | 7,043 48,341 | 7,055 48,511 | 7,016 46,582 | 6,999 48,330 | 3:13,764 | +0,679    |
| 3   | 8  | Armin Zöggeler   | Italija             | 7,099 48,473 | 7,092 48,529 | 7,078 48,914 | 7,079 48,459 | 3:14,375 | +1,290    |
| 4   | 10 | Albert Demčenko  | Rusija              | 7,178 48,590 | 7,144 48,579 | 7,098 48,769 | 7,085 48,467 | 3:14,405 | +1,320    |
| 5   | 12 | Andi Langenhan   | Nemčija             | 7,062 48,629 | 7,027 48,658 | 6,995 48,869 | 6,985 48,473 | 3:14,629 | +1,544    |
| 6   | 7  | Daniel Pfister   | Avstrija            | 7,111 48,583 | 7,118 48,707 | 7,087 48,883 | 7,076 48,553 | 3:14,726 | +1,641    |
| 7   | 17 | Samuel Edney     | Kanada              | 7,171 48,754 | 7,088 48,793 | 7,047 48,920 | 7,031 48,373 | 3:14,840 | +1,755    |
| 8   | 5  | Tony Benshoof    | ZDA                 | 7,143 48,657 | 7,146 48,747 | 7,107 49,010 | 7,031 48,714 | 3:15,128 | +2,043    |
| 9   | 9  | Wolfgang Kindl   | Avstrija            | 7,150 48,707 | 7,151 48,755 | 7,124 49,080 | 7,099 48,553 | 3:15,525 | +2,130    |
| 10  | 21 | Manuel Pfister   | Avstrija            | 7,184 48,677 | 7,194 48,835 | 7,159 49,064 | 7,122 48,693 | 3:15,269 | +2,184    |
| 11  | 20 | Mārtiņš Rubenis  | Latvija             | 7,194 48,818 | 7,172 48,831 | 7,159 49,064 | 7,133 48,809 | 3:15,668 | +2,583    |
| 12  | 15 | Viktor Knejb     | Rusija              | 7,170 48,899 | 7,139 48,862 | 7,097 49,224 | 7,085 48,747 | 3:15,272 | +2,647    |
| 13  | 1  | Chris Mazdzer    | ZDA                 | 7,128 48,811 | 7,161 48,963 | 7,112 49,223 | 7,078 48,816 | 3:15,813 | +2,726    |
| 14  | 19 | Jeff Christie    | Kanada              | 7,128 48,881 | 7,155 48,904 | 7,109 49,308 | 7,088 48,730 | 3:15,623 | +2,738    |
| 15  | 13 | Bengt Walden     | ZDA                 | 7,164 49,002 | 7,137 48,865 | 7,118 49,323 | 7,125 48,794 | 3:15,984 | +2,899    |
| 16  | 22 | Adam Rosen       | Združeno kraljestvo | 7,191 48,896 | 7,214 49,005 | 7,229 49,259 | 7,133 48,856 | 3:16,016 | +2,931    |
| 17  | 11 | David Mair       | Italija             | 7,148 48,978 | 7,150 48,989 | 7,105 49,367 | 7,119 48,845 | 3:16,199 | +3,114    |
| 18  | 35 | Inars Kivlenieks | Latvija             | 7,148 48,960 | 7,150 49,065 | 7,113 49,259 | 7,062 48,920 | 3:18,204 | +3,114    |
| 19  | 18 | Stepan Fjodorov  | Rusija              | 7,233 49,214 | 7,138 48,859 | 7,091 49,123 | 7,098 49,021 | 3:16,217 | +3,312    |
| 20  | 24 | Ian Cockerline   | Kanada              | 7,180 49,033 | 7,185 49,132 | 7,135 49,297 | 7,100 48,871 | 3:16,243 | +3,158    |
| 21  | 4  | Reinhold Rainer  | Italija             | 7,260 48,846 | 7,306 49,065 | 7,256 49,416 | 7,256 49,007 | 3:16,334 | +3,349    |
| 22  | 23 | Thomas Girod     | Francija            | 7,186 49,077 | 7,210 49,192 | 7,150 49,294 | 7,136 49,157 | 3:16,850 | +3,765    |
| 23  | 30 | Maciej Kurowski  | Poljska             | 7,349 49,427 | 7,182 49,200 | 7,173 49,361 | 7,162 49,039 | 3:17,027 | +3,942    |
| 24  | 14 | Jozef Ninis      | Slovaška            | 7,233 49,196 | 7,210 49,153 | 7,165 49,643 | 7,156 49,039 | 3:17,414 | +4,029    |
| 25  | 33 | Ondřej Hyman     | Češka               | 7,152 49,284 | 7,128 49,346 | 7,103 49,512 | 7,092 49,247 | 3:17,389 | +4,304    |
| 26  | 36 | Guntis Rekis     | Latvija             | 7,222 49,275 | 7,195 49,625 | 7,146 49,476 | 7,171 49,071 | 3:17,447 | +4,362    |
| 27  | 29 | Domen Pociecha   | Slovenija           | 7,299 49,340 | 7,291 49,457 | 7,286 49,587 | 7,262 49,362 | 3:17,746 | +4,661    |
| 28  | 27 | Jakub Hyman      | Češka               | 7,226 49,379 | 7,235 49,726 | 7,202 49,465 | 7,186 49,231 | 3:17,801 | +4,716    |
| 29  | 37 | Šiva Kešavan     | Indija              | 7,303 49,561 | 7,311 49,529 | 7,265 49,597 | 7,253 49,786 | 3:18,473 | +5,388    |
| 30  | 16 | Takahisa Oguči   | Japonska            | 7,366 49,542 | 7,287 49,780 | 7,269 49,818 | 7,254 49,903 | 3:19,043 | +5,958    |
| 31  | 34 | Valentin Cretu   | Romunija            | 7,299 49,726 | 7,276 50,224 | 7,260 49,931 | 7,281 49,594 | 3:19,475 | +6,390    |
| 32  | 2  | Stefan Höhener   | Švica               | 7,143 48,728 | 7,172 53,838 | 7,142 49,559 | 7,092 48,713 | 3:20,838 | +7,753    |
| 33  | 32 | Bogdan Macovej   | Moldavija           | 7,373 50,425 | 7,362 50,175 | 7,299 49,931 | 7,386 50,331 | 3:21,354 | +8,269    |
| 34  | 31 | Ma Čih-hung      | Kitajski Tajpej     | 7,442 50,318 | 7,410 50,460 | 7,474 51,090 | 7,451 50,494 | 3:22,362 | +9,277    |
| 34  | 25 | Peter Iljev      | Bolgarija           | 7,338 50,348 | 7,272 50,701 | 7,250 50,921 | 7,351 50,428 | 3:22,398 | +9,313    |
| 36  | 26 | Lee Jong         | Južna Koreja        | 7,430 50,549 | 7,386 50,607 | 7,397 51,012 | 7,358 51,128 | 3:23,296 | +10,211   |
| 37  | 28 | Ivan Papukčjev   | Bolgarija           | 7,527 50,932 | 7,428 50,909 | 7,343 51,105 | 7,323 50,386 | 3:23,332 | +10,247   |
| 38  | 39 | Rubén González   | Argentina           | 7,567 52,540 | 7,549 52,155 | 7,601 52,298 | 7,501 51,312 | 3:28,305 | +15,220   |
|     | 38 | Levan Gurešidze  | Gruzija             |              |              |              |              | Umik     |           |